# 超攻撃的フットサル チームドS
超攻撃的フットサル チームドS（ちょうこうげきてきフットサル チーム ドエス）は、テレビ東京系のバラエティ番組「DIVA」で放送されているコーナーである。

## 概要
前番組の「Neo Happy系教育テレビ」でも放送されたコーナーだが、前番組からのpart2や続きのストーリーなどは特になくゼロからのスタートのような形になっている。
超攻撃的な性格を持った女たち（いわゆるドS女）が超攻撃的サッカーを目指しフットサルに挑むコーナー。毎週試合をやり、その試合に負けたらチームの戦犯一人に監督が出した罰ゲーム（居残り練習）を行う事になっている。

## メンバー
監督
- 黒沢かずこ

このチームの創始者。監督自身もドSで自然と口調が荒くなる。また、たまに変な関西弁を使うので関西出身の夏目とはいつも衝突している。髪型に特徴があり「漫画『DEATH NOTE』の死神みたいな頭」と言われた事がある。
コーチ
- 林克治（カリカ）

比較的温和なキャラで選手にも敬語を使う。櫻井に対して喋る時は何故か2回繰り返す事がある。本業がツッコミなので冷静な切り口で物事を突っ込む事ができるのも特徴。
臨時コーチ
- 礒貝洋光

言わずと知れた元ガンバ大阪のファンタジスタ。現役時代よりだいぶ太っている。選手たちにユニークな練習法を課し、ハーフタイム中には細かい指示も出している。
選手
- 結城リナ

キャッチフレーズは「赤いメスだぬき」だが黒のボンデージを着ている。サッカーセンスに優れており、このチームのエースストライカーでもある。強烈なシュートが持ち味で前番組では「ファンタドエスタ」なるテクニックを披露していた。
- 夏目ナナ

キャッチフレーズは「浪花の美獣」。ピンク色のボンデージ。このチームのキャプテンでフォワード。格闘技が得意でサッカーに関しては未知数。黒澤監督がエセ関西弁を使い、バカにされていると感じ必ず監督と衝突。たまにプロレス技で成敗する。
- 長澤つぐみ

キャッチフレーズは「北関東のテキサス娘」。赤のボンデージにテンガロンハット・片手にムチというスタイル。試合中ムチは手放さないがコンパクトに折りたたんでプレーしている。また帽子のせいもあってかヘディングには消極的でコーチの林に「帽子がなけりゃ頭でいけたのに、なんであの人帽子かぶってんだろう」と言われたことがある。第3戦で1ゴールを記録。
- かすみ果穂

キャッチフレーズは「千葉のバケ猫」。青色のボンデージで「ニャー」が口癖。主にディフェンスの選手。
- 櫻井ゆうこ

キャッチフレーズは「猛牛のボンボン」。ゴールキーパーを務める。なぜか彼女だけが名前では呼ばれずチームメイトや監督・コーチから「牛」、「猛牛」などと呼ばれている。大声で「ドーン」と言われると人並み以上にビックリする、チーム一のビビリでもある。
- 琴乃

キャッチフレーズは「栃木県のエポ」。金のボンデージ。目立った言動や行動が少ないせいかオンエア上は、いるかいないか分からない存在になっている。記念すべきチーム初ゴールは彼女から生まれたものだが、これは夏目の強烈シュートが彼女の後頭部に当たって入ったというラッキーゴールによるものであった。ここぞという時に決める、不思議な決定力があった。